# Ksar

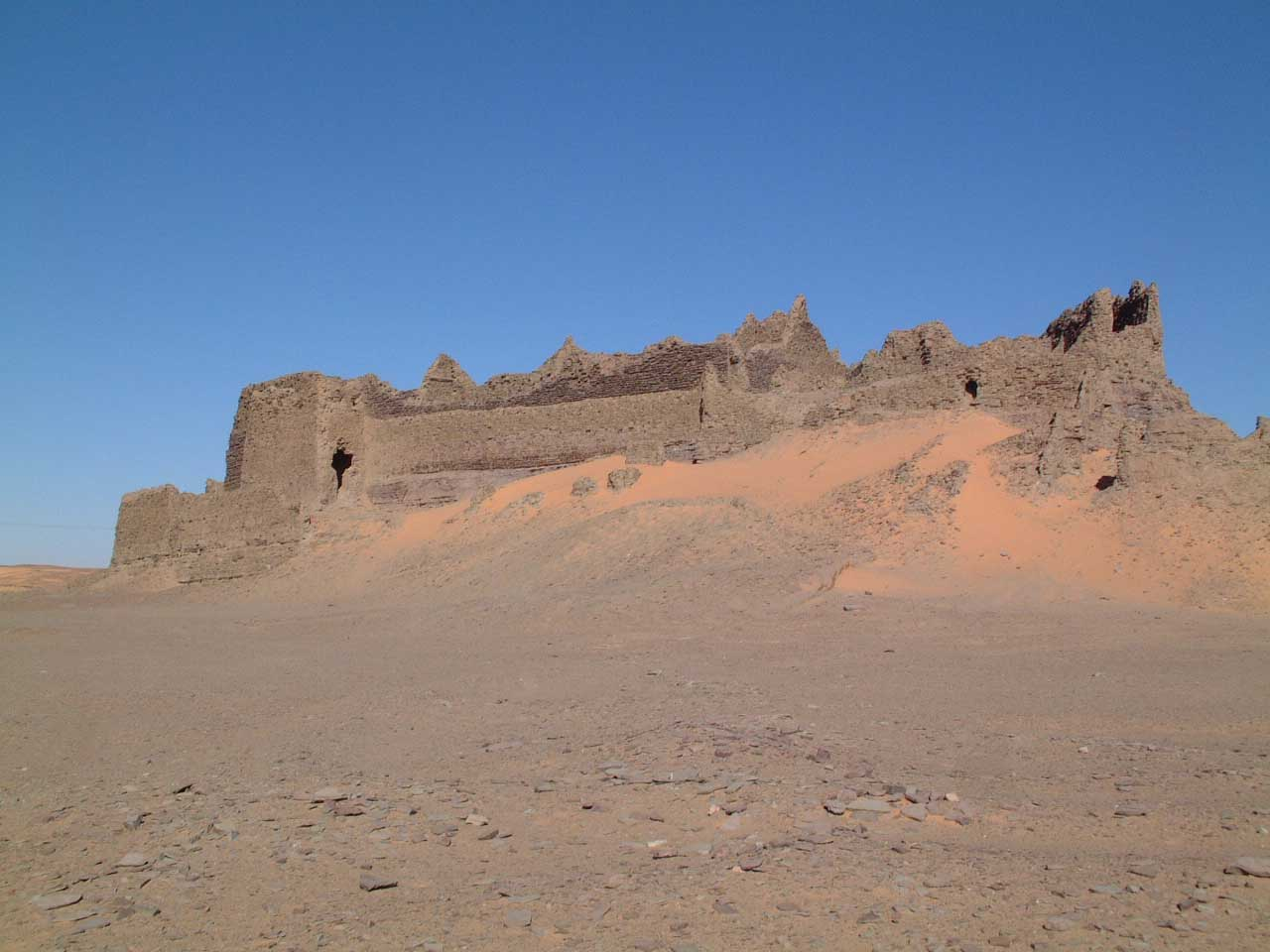
Ksar w Timimun w Algierii

Ksar (arab. قصر - twierdza) – ufortyfikowana wioska oazowa w północnej Afryce, typowa dla kultury berberyjskiej.